# Александър Нейнски
Александър Виденов Нейнски е виолист и музикален педагог.

## Биография
Роден е на 12 септември 1920 г. във видинското село Стакевци. От 1938 г. е член на БОНСС, а от 1942 г. и на БКП. От 1938 г. влиза в Музикалното училище и е ученик на проф. Христо Обрешков и по-късно на проф. Владимир Аврамов. От 1942 г. учи в Музикалната академия, където свири на виола при професорите Стефан Магнев и Стефан Сугарев. През 1945 г. завършва Музикалната академия, а след това работи в Ансамбъла за песни и танци на МВР. По това време е оркестрант в Софийската народна опера. В периода 1949 – 1953 г. специализира в Полша. Между 1953 и 1957 г. е солист-водач на виолите в оркестъра на Софийската опера. През 1953 г. е назначен за асистент по виола в Държавната музикална академия. Между 1954 и 1956 г. е началник на отдел „Училища по изкуствата“ в Министерството на културата. Доцент (1956) и професор (1964) по виола. Сред най-известните му ученици са професор Огнян Станчев, професор Димитър Чиликов, доцент Георги Стоянов, Благовест Жеков, Бедрос Папазян, Драгомир Захариев. Между 1956 и 1962 г. е заместник-ректор на Националната музикална академия. В два периода е ректор на академията (1968 – 1971; 1985 – 1987). От 1972 г. е ръководител на катедрата по струнни инструменти. Остава на тази позиция до 1980 г. В периода 1970 – 1984 г. е председател на Съюза на българските музикални дейци. Умира през 2003 г. в София и е погребан в родното си село. С указ № 1921 от 23 септември 1980 г. е обявен за герой на социалистическия труд на България. Отделно от това е заслужил деятел на изкуството (1971), народен деятел на изкуството и културата (1975), носител на ордени „Кирил и Методий“ – I ст. (1963), „Георги Димитров“ (1980), „Червено знаме на труда“ (1970) и други..